# Râul Terpezița
Râul Terpezița este un curs de apă, afluent al Desnățuiului.